# Cal Tusquets
Cal Tusquets és un edifici de Sant Joan Despí (Baix Llobregat) inclòs a l'Inventari del Patrimoni Arquitectònic de Catalunya. El conjunt anomenat Can Tusquets el forma una gran finca. La part principal és una casa de planta rectangular. La teulada és a doble vessant i té una torre de base quadrada rematada per un entaulament imitant merlets, però de línia sinuosa i seguida. Consta de planta baixa i dos pisos. La part inferior lateral és voltada d'arcades. Des del primer pis i travessant un terrat s'arriba a una capella neogòtica d'una sola nau rectangular i teulada a dues vessants. A la façana hi destaca un rellotge de sol.
Segons la revista local "Perfil", hom suposa que el primer propietari fou un personatge francès, ja que el mot "mussiano" podria ser una degeneració oral de "monsieur". Al segle xix va ser comprada per la família Tusquets. A mitjans d'aquest segle, en Francesc Tusquets era un dels propietaris més grans del terme municipal. Vivia a Barcelona i tenia la finca a mans de masovers. L'any 1836 fou regidor de l'Ajuntament de Barcelona. La finca fou expropiada per l'Ajuntament de Sant Joan Despí l'any 1979. Actualment es destina a Centre d'esplai. La resta de la finca serà destinada a zona d'equipaments.